# Ferrovia Cosenza-Catanzaro Lido
La ferrovia Cosenza-Catanzaro Lido è una linea ferroviaria locale a scartamento ridotto, gestita dalle Ferrovie della Calabria.
La linea si snoda attraverso paesaggi montani e boschivi di grande valenza turistica, quali le aree interne della Sila. È un vettore di rilievo per i trasporti pendolari, in particolare nelle aree che gravitano sulle aree urbane di Catanzaro e di Cosenza.
Dall'aprile 2022 fu sospeso il servizio tra le stazioni di Catanzaro Lido e Catanzaro Città per importanti lavori di riqualificazione di questo tratto ferroviario, con trasformazione in metropolitana di superficie. 
Dall'8 aprile 2025 di tutta l'infrastruttura è operativo il solo tratto Cosenza V.-Rogliano e Madonna di Porto-Catanzaro Città, per importanti lavori di riqualificazione della linea. Non si è a conoscenza di una possibile data di apertura dell'intera infrastruttura. 

## Storia
La genesi della linea ferroviaria è piuttosto complessa e legata a scelte contraddittorie fatte in corso d'opera. Già prima che fosse costruita la Ferrovia Tirrenica Meridionale era stato previsto nella legge Baccarini (Legge 29 luglio 1879, n. 5002) un collegamento tra Cosenza e Nocera Terinese a scartamento normale. I lavori di costruzione del primo tratto fino a Rogliano ebbero inizio con affidamento ad una impresa privata e finanziamento statale previsto inizialmente in 40 milioni di lire, tuttavia ridotto a 3 milioni con la legge 2 aprile 1891. Nel 1895 risultava già costruita la prima parte Cosenza-Pietrafitta ma non ancora consegnata in quanto i fondi erogati erano insufficienti a coprirne i costi. La tratta veniva consegnata nel settembre del 1897 ma il mancato finanziamento dei lavori della seconda tratta, su Rogliano, suscitava la protesta popolare a Cosenza il 7 novembre successivo. Per calmare gli animi dagli ambienti governativi veniva fatto l'annuncio di una "prossima" costruzione di una ferrovia elettrificata a scartamento ridotto tra Cosenza e Paola annullando così di fatto il proseguimento della linea su Nocera Terinese. Restava così monco quanto già costruito. Nei primi anni del nuovo secolo XX veniva rivisto il precedente piano costruttivo delle linee calabresi; annullata la Cosenza-Nocera e la Eboli-Castrocucco tramontava definitivamente l'idea dell'asse interno nord-sud mentre venivano poste le basi delle future linee a scartamento ridotto, Lagonegro-Spezzano e Cosenza-Catanzaro. Restava da decidere la cessione della tratta tra Cosenza e Rogliano alla società Mediterranea Calabro-Lucane e questo venne fatto nel 1916 mantenendo tuttavia la tratta Cosenza-Cosenza Casali di pertinenza delle FS e a doppio scartamento. La tratta, di 23,24 km, venne aperta all'esercizio il 9 febbraio 1916 mentre la cessione venne perfezionata con l'emanazione di un ordine di servizio il 9 ottobre dello stesso anno. Dal 1922 la tratta iniziale, fino a Pedace, venne utilizzata anche per nuova linea per Camigliatello che quivi si diramava.
L'11 ottobre di tale anno venne anche attivata la seconda tratta fino a Soveria Mannelli, per un'estensione di 35,5 km. Circa due anni dopo furono attivati gli ulteriori 6,4 km fino a Decollatura; questa venne infine collegata a Catanzaro Città il 18 giugno 1934.

L'anno prima, il 10 luglio 1933, la città era stata connessa alla marina (Catanzaro Lido) con un ardito tratto a cremagliera.
Il traffico si mantenne buono fino al secondo dopoguerra, soprattutto nelle due tratte afferenti alle due città di Cosenza e Catanzaro, ma calò sensibilmente alla fine degli anni cinquanta. Venne meno anche l'impegno della società ad investire per gli ammodernamenti e perfino nelle necessarie manutenzioni. Fu questa la causa del gravissimo incidente avvenuto sulla linea il 23 dicembre 1961, in corrispondenza dell'ardito viadotto in curva della Fiumarella, che determinò la sospensione dell'esercizio ferroviario tra Soveria Mannelli e Catanzaro (sostituito da autoservizio) e nel 1964 la definitiva revoca della concessione alla MCL e l'istituzione della Gestione commissariale governativa delle Ferrovie Calabro Lucane. Nella tragedia persero la vita 71 persone, in gran parte studenti, di cui 31 di Decollatura.

Il 16 dicembre 1989 fu attivato il nuovo collegamento a doppio binario tra la nuova stazione di Cosenza, posta a nord della città, e la vecchia stazione (divenuta fermata di Cosenza Centro); tra le due vennero create le nuove fermate di Campanella e Monaco e istituito un servizio a carattere metropolitano.
In seguito alle nuove direttive (31 dicembre 1989) che hanno comportato lo smembramento societario, l'esercizio della linea è stato assunto dalle Ferrovie della Calabria.

### La linea tagliata in due
Tra il 2009 e il 2012, un tratto della linea Cosenza-Catanzaro compreso tra le stazioni di Soveria Mannelli e Rogliano è stato interrotto in seguito a movimenti franosi che hanno interessato la sede ferroviaria in più punti e in periodi differenti. La tratta, di circa 31 km, è servita da un servizio di bus sostitutivi.
Dal 15 luglio 2023 è stata sospesa anche la tratta da Soveria Mannelli a Catanzaro Città per lavori di manutenzione all'infrastruttura, e dall'aprile 2022 è stato sospeso anche il tratto Catanzaro Città-Catanzaro Lido.
Dall'8 aprile 2025 è stata riaperta la tratta da Catanzaro Città a Madonna di Porto.

### Metropolitana di superficie di Catanzaro
Per consentire il completamento dei lavori volti alla realizzazione della rete di metropolitana di superficie, articolata su 3 linee, dal 19 aprile 2022 la circolazione ferroviaria è sospesa anche nella tratta Catanzaro Città e Catanzaro Lido. Il servizio è garantito con autobus sostitutivi.
I lavori prevedono modifiche al tracciato (che sarà spostato in parte sul sedime ex-FS), la posa del secondo binario e la realizzazione di nuove fermate con moderni standard di servizio, con una diramazione che partirà dalla fermata di Dulcino da cui sorgerà una nuova linea ferroviaria verso la località Germaneto di Catanzaro.

## Caratteristiche della linea

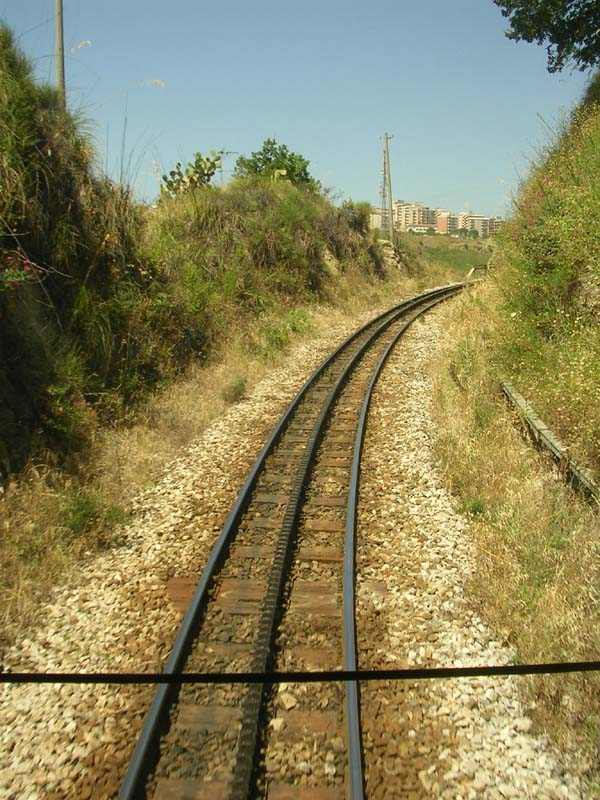
Parte della linea a cremagliera

La linea, lunga circa 110 km, è ricchissima di opere d'arte come gallerie e viadotti in conseguenza della difficile orografia del territorio attraversato. Si snoda quindi tra curve e saliscendi per quasi tutto il percorso; le pendenze tuttavia sono state mantenute entro il 35 per mille eccetto nell'ultimo tratta tra Catanzaro Sala e Catanzaro Città, armato con dentiera Strub dove la pendenza è del 100 per mille. Vi sono 48 tra stazioni e fermate, a distanza media di 3,2 km. La velocità commerciale è di 32 km/h.  La linea attraversa alcune zone geologicamente instabili, con possibilità di frane che a volte provocano l'interruzione della linea. 

Per le esigenze di servizio trazione la linea si avvale dei due depositi Locomotive di Cosenza e di Catanzaro Città.

### La tratta a cremagliera (Catanzaro Sala-Catanzaro Pratica)
La tratta Catanzaro Lido-Catanzaro Città, delle Ferrovie della Calabria, si sviluppa all'interno della città di Catanzaro e dispone di cremagliera nel tratto Catanzaro Sala-Catanzaro Pratica, con pendenze oltre il 100 per mille. Insieme alla tranvia Sassi-Superga di Torino è l'unica cremagliera Strub rimasta in Italia; la tratta misura 1.996 metri, il limite di velocità è di 20 km/h e viene percorsa in 7 minuti. Sulla tratta hanno prestato servizio le locomotive a vapore CEMSA del gruppo 500 e le automotrici "Emmine".
Con l'immissione in servizio dei convogli DE M4c.500, la velocità massima è stata elevata a 30 km/h, ma solo per questi ultimi mezzi.
Percorrono la tratta le automotrici M4c.350 e i convogli DE M4c.500 entrati in servizio a settembre 2011. Per i servizi di manutenzione linea o l'eventuale inoltro di carri merci le FC usano le automotrici M4c.350 quali mezzo di trazione. 
Nell'estate del 2017 venne rifatto l'armamento su questa tratta.

### Problemi di dissesto idrogeologico
La linea attraversa territori morfologicamente differenti, alcuni tendenzialmente instabili; ciò la espone a possibili smottamenti che richiederebbero una più costante manutenzione. Tuttavia, anche a causa della bassa redditività, è stata per lunghi periodi trascurata e ciò l'ha degradata in alcuni punti. Durante l'inverno 2009-2010 la linea subì un'interruzione per frana nello stesso punto dell'anno precedente tra Parenti e Carpanzano; si verificò il crollo del ponte sul fiume Corace, tra le stazioni di Cicala e San Pietro Apostolo (un operaio della ditta di manutenzione ferroviaria Ventura fu spazzato via dalla piena tumultuosa del fiume Corace trovandovi la morte). Si verificarono anche seri problemi strutturali nella galleria tra Gimigliano e Madonna di Porto e la caduta di un grosso masso tra Madonna del Pozzo e Gagliano. Anche il tratto a cremagliera restò chiuso per due giorni a causa di una massa fangosa riversatasi sulle rotaie.

## Traffico

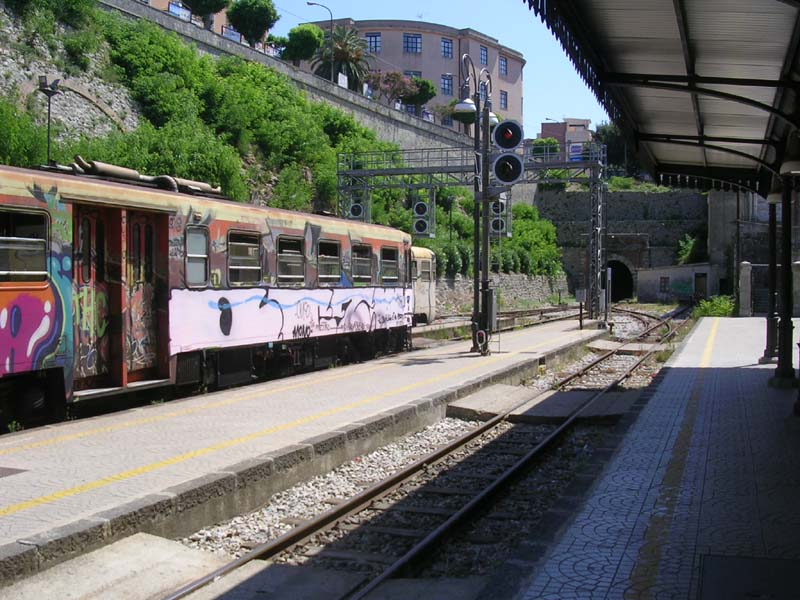
Automotrice in partenza da Catanzaro Città per Catanzaro Lido

Il traffico è accentrato essenzialmente nelle tratte prossime ai due capoluoghi, mentre risulta bassa la frequenza del servizio tra Rogliano e Soveria Mannelli.
Le corse sono organizzate secondo le seguenti direttrici:
- Cosenza Vaglio Lise - Rogliano[11];
- Rogliano - Soveria Mannelli (con autobus sostitutivo);
- Soveria Mannelli - Catanzaro Città[12]; (con autobus sostitutivo)
- Catanzaro Città - Catanzaro Lido. (con autobus sostitutivo)
- Cosenza Vagliolise-Cosenza Centro (Corsette urbane)

Queste corse vengono effettuate da automotrici M4 400 ed M4c 350, dai convogli DE M4c.500 e dalle automotrici Srde 212, immese in esercizio nel settembre 2024.
In alcune stazioni (Serrastretta-Carlopoli, Cicala, San Pietro Apostolo) sono stati organizzati dei servizi di autobus in coincidenza coi treni per collegare i rispettivi centri abitati distanti dalle stazioni di riferimento.

### Il servizio metropolitano di Catanzaro

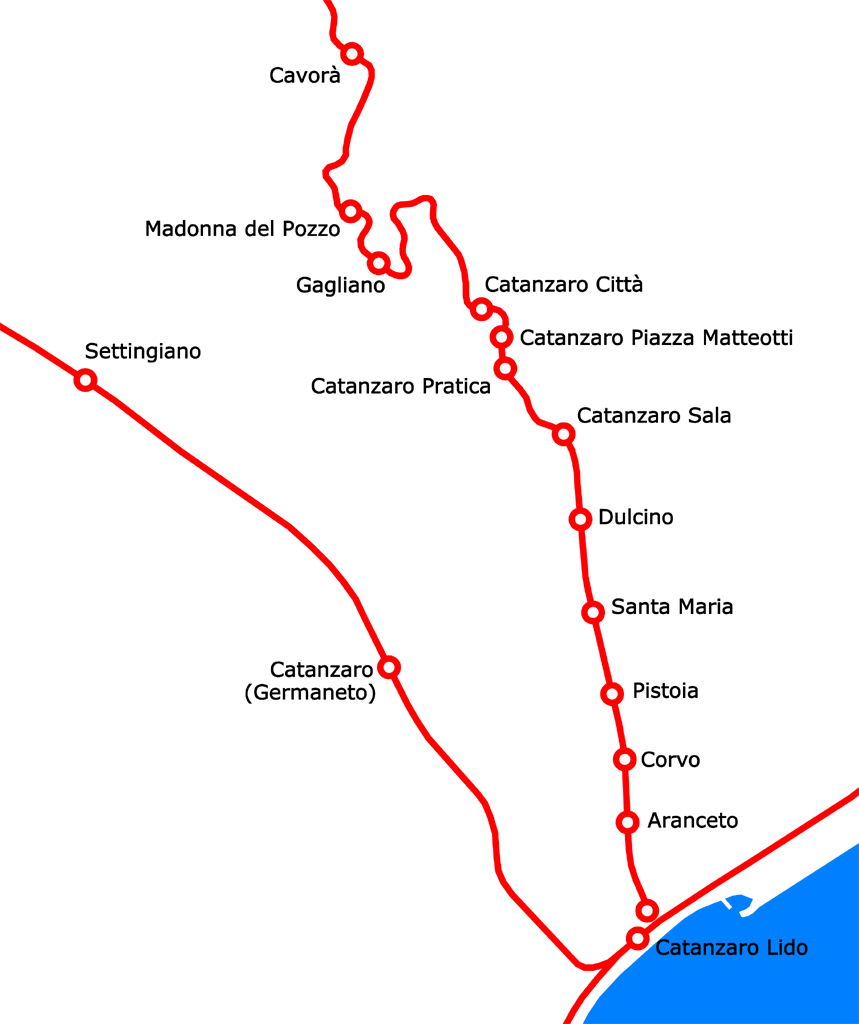
Il percorso della linea all'interno della città di Catanzaro

La tratta che attraversa la città di Catanzaro, dal quartiere Gagliano (Madonna del Pozzo) a Catanzaro Lido, comprende 12 stazioni.
Il comune identifica il servizio impropriamente come una metropolitana, pur non discostandosi, per le numerose fermate urbane e per la frequenza delle corse, da un servizio ferroviario suburbano. Il gestore, invece, definisce il servizio come un servizio metropolitano di superficie.
L'offerta, dopo l'interruzione della linea per Lido ad inizio 2011 e la riapertura della tratta per Soveria Mannelli avvenuta ad agosto dello stesso anno, si è attestata su 21 coppie di treni sulla relazione Catanzaro Lido - Catanzaro Città e 15 sulla relazione per Gagliano/Madonna del Pozzo, tutte in proseguimento su Soveria Mannelli eccetto due limitate a Gimigliano.
La tratta di 2,65 km fra le stazioni di Cosenza Vaglio Lise (posta alla periferia nord della città e punto di scambio con le Ferrovie dello Stato) e Cosenza Centro (con le due fermate intermedie di Cosenza Monaco e Campanella) è servita da 18 coppie di treni.

## Percorso
|  | Continuation backward |

|  | Unknown route-map component "xABZgl" | Transverse track | Transverse track | Unknown route-map component "STR+r" |

|  | Unknown route-map component "exSTR" |  | Unknown route-map component "KBHFa-L" | Unknown route-map component "BHF-R" |

|  | Unknown route-map component "exSTR" | Non-passenger head station | Straight track | Straight track |

|  | Unknown route-map component "exSTR" | Unknown route-map component "KRWg+l" | Unknown route-map component "KRWglr" | Unknown route-map component "KRWg+r" |

|  | Unknown route-map component "exSTR" | Unknown route-map component "ENDE@F" | Straight track | Unknown route-map component "ENDE@F" |

|  | Unknown route-map component "exSTR" |  | Stop on track |  |

|  | Unknown route-map component "exSTR" |  | Stop on track |  |

|  | Unknown route-map component "exSTR" | Unknown route-map component "exKDSTa" | Straight track |  |

|  | Unknown route-map component "exBHF" | Unknown route-map component "exBHF-L" | Unknown route-map component "BHF-xR" |  |

|  | Unknown route-map component "exKRWl" | Unknown route-map component "xKRWg+lxr" | Unknown route-map component "KRWr" |  |

| Unknown route-map component "hKRZWae" |

| Enter and exit short tunnel |

| Unknown route-map component "hKRZWae" |

| Station on track |

| Stop on track |

| Enter and exit short tunnel |

| Enter and exit short tunnel |

| Station on track |

|  | Unknown route-map component "eABZgl" | Unknown route-map component "exCONTfq" |

| Unknown route-map component "tSTRa" |

| Unknown route-map component "tSTRe" |

| Unknown route-map component "eHST" |

| Station on track |

| Unknown route-map component "hKRZWae" |

| Station on track |

| Stop on track |

| Stop on track |

| Station on track |

| Stop on track |

| Unknown route-map component "KBHFxe" |

| Unknown route-map component "exHST" |

| Unknown route-map component "exHST" |

| Unknown route-map component "exHST" |

| Unknown route-map component "exBHF" |

| Unknown route-map component "exBHF" |

| Unknown route-map component "exHST" |

| Unknown route-map component "exHST" |

| Unknown route-map component "exBHF" |

| Unknown route-map component "exBHF" |

| Unknown route-map component "exHST" |

| Unknown route-map component "exhKRZWae" |

| Unknown route-map component "exBHF" |

| Unknown route-map component "exHST" |

| Unknown route-map component "exHST" |

| Unknown route-map component "exBHF" |

| Unknown route-map component "exHST" |

| Unknown route-map component "exBHF" |

| Unknown route-map component "exBHF" |

| Unknown route-map component "exhKRZWae" |

| Unknown route-map component "exHST" |

| Station on track |

| Unknown route-map component "tSTRa" |

| Unknown route-map component "tSTRe" |

| Station on track |

| Unknown route-map component "hKRZWae" |

| Station on track |

| Stop on track |

| Station on track |

| Enter and exit short tunnel |

| Unknown route-map component "hKRZWae" |

| Enter and exit short tunnel |

| Station on track |

| Unknown route-map component "exTUNNEL2" |

| Unknown route-map component "exHST" |

| Unknown route-map component "exTUNNEL2" |

| Unknown route-map component "exBHF" |

| Unknown route-map component "exTUNNEL2" |

| Unknown route-map component "exTUNNEL2" |

| Unknown route-map component "exTUNNEL2" |

| Unknown route-map component "extCONTgq" | Unknown route-map component "exSTR" + Unknown route-map component "extSTRq" | Unknown route-map component "extSTR+r" |

|  | Unknown route-map component "exTUNNEL2" | Unknown route-map component "extSTRe" |

|  |  | Unknown route-map component "exSTR" | Unknown route-map component "exSTR" | Unknown route-map component "uexSTR+l" |

|  |  | Unknown route-map component "exBHF" | Unknown route-map component "exBHF" | Unknown route-map component "uexKBHFe" |

|  | Unknown route-map component "exABZgl" | Unknown route-map component "exSTR" |

|  | Unknown route-map component "exhKRZWae" | Unknown route-map component "exhKRZWae" |

|  | Unknown route-map component "exHST" | Unknown route-map component "exSTR" |

|  | Unknown route-map component "exBHF" | Unknown route-map component "exHST" |

|  | Unknown route-map component "exHST" | Unknown route-map component "exSTR" |

|  | Unknown route-map component "exHST" | Unknown route-map component "exSTR" |

|  | Unknown route-map component "exBHF" | Unknown route-map component "exSTR" |

|  | Unknown route-map component "exHST" | Unknown route-map component "exSTR" |

|  | Unknown route-map component "exhKRZWae" | Unknown route-map component "exhKRZWae" |

|  | Unknown route-map component "exABZgl" | Unknown route-map component "exSTR" |

|  | Unknown route-map component "exKBHFe" | Unknown route-map component "exSTR" |

| Continuation backward |  | Unknown route-map component "exSTR" |

| Unknown route-map component "CONTgq" | Unknown route-map component "ABZql" | Station on transverse track | Unknown route-map component "eABZqr" | Unknown route-map component "CONTfq" |

## Galleria d'immagini

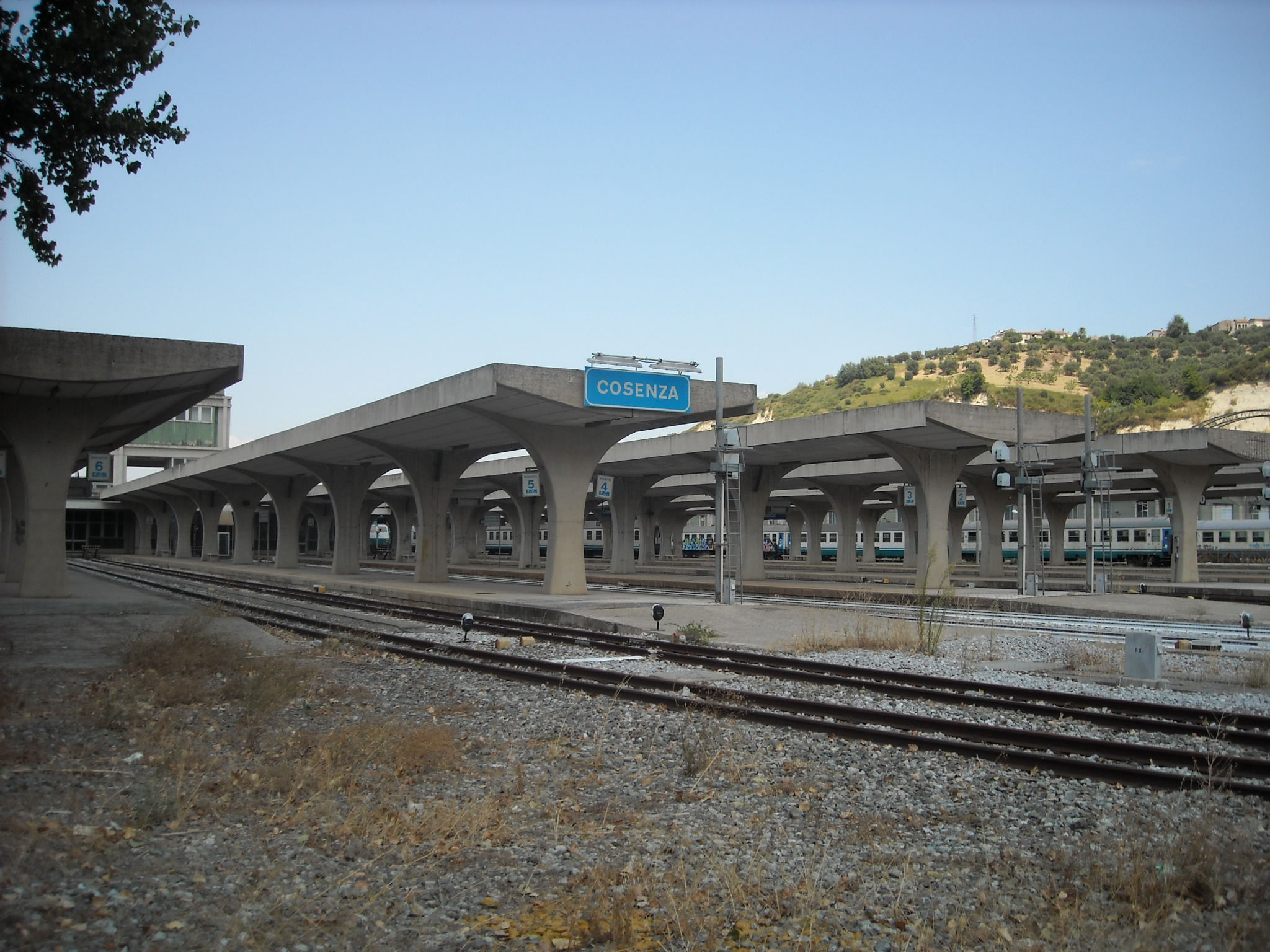
Fascio binari FC di Cosenza Vaglio Lise
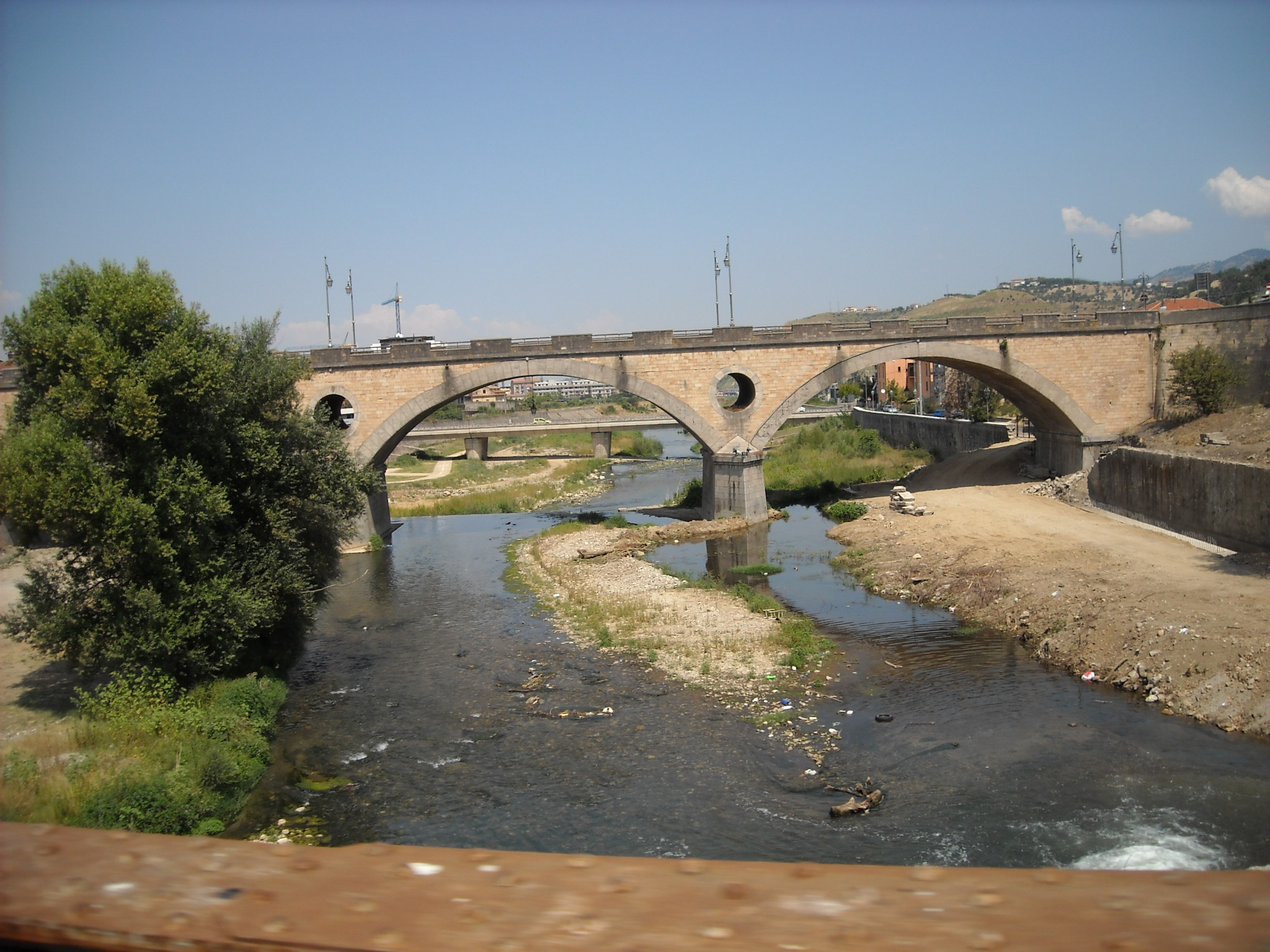
Ponti sul Crati visti dalla linea ferroviaria
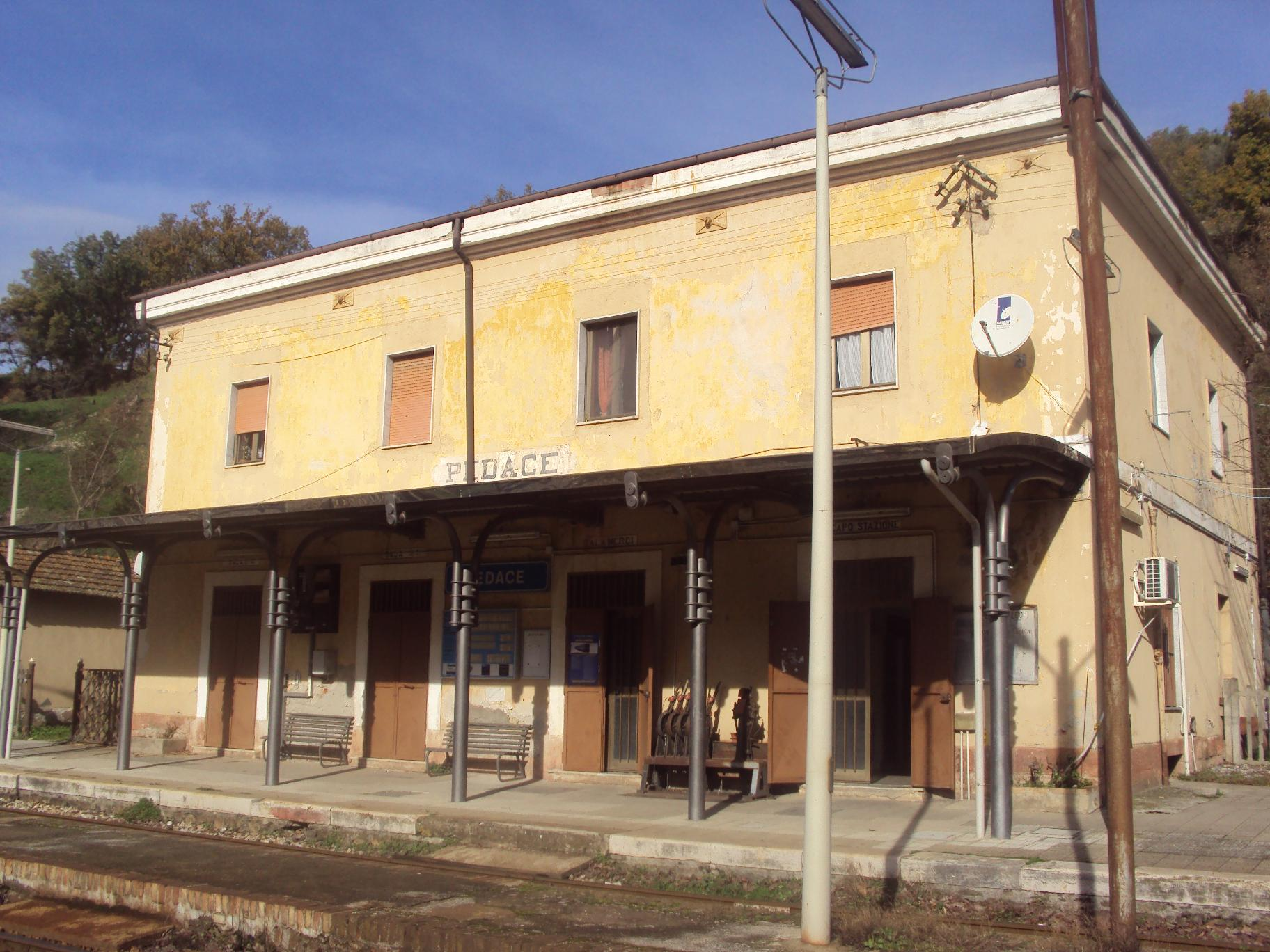
Fabbricato della stazione di Pedace
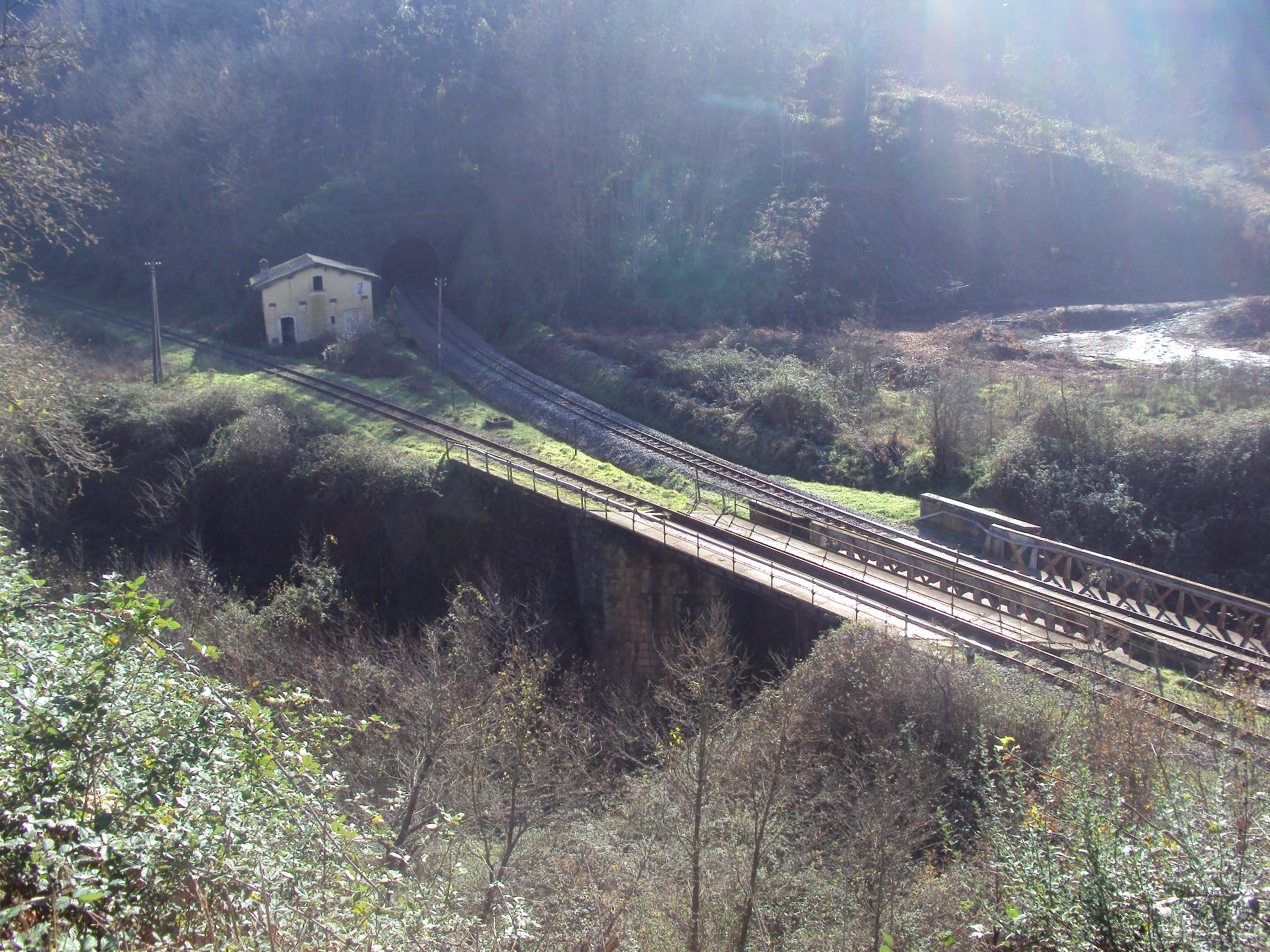
La diramazione a Pedace
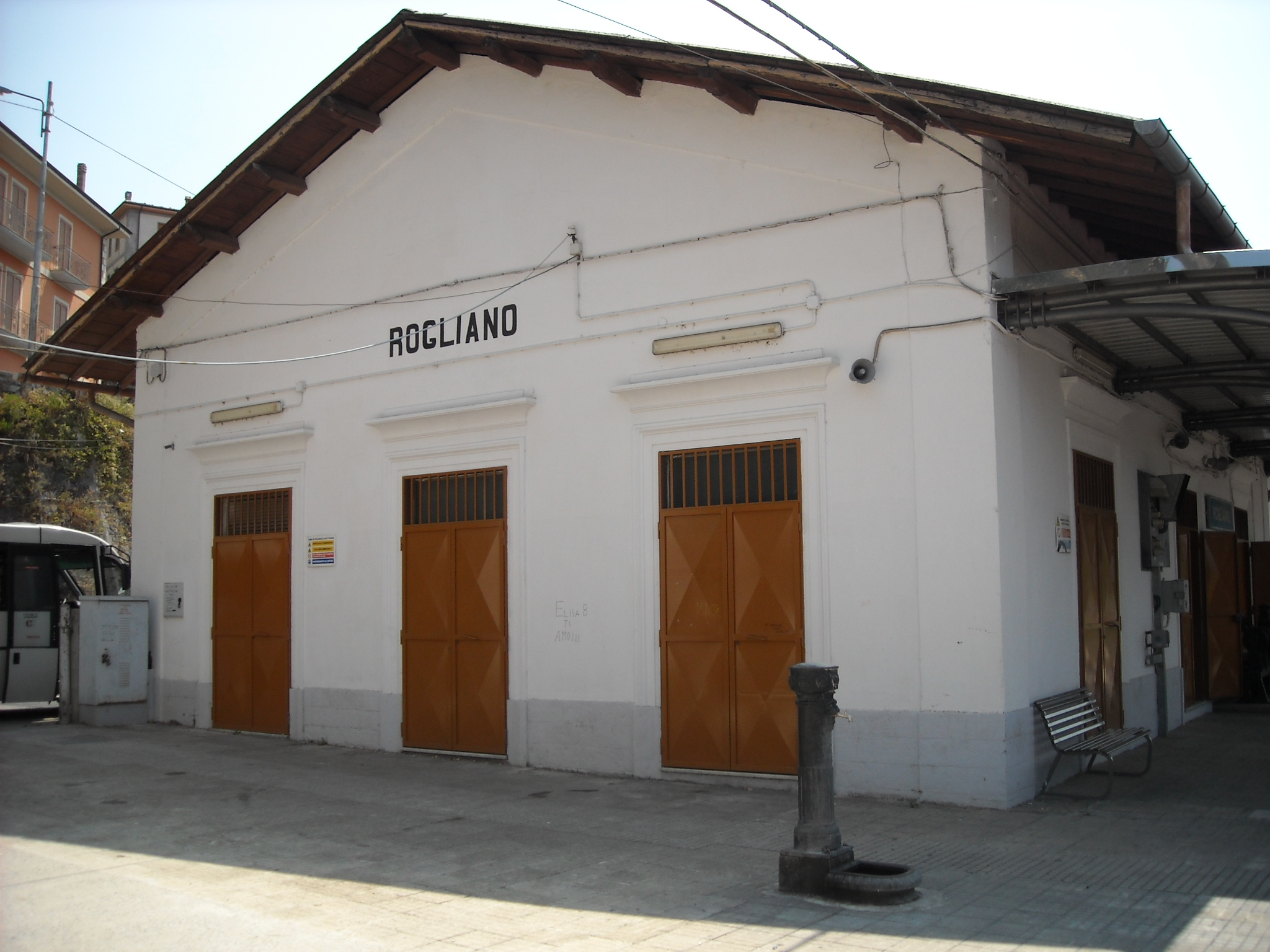
Stazione di Rogliano
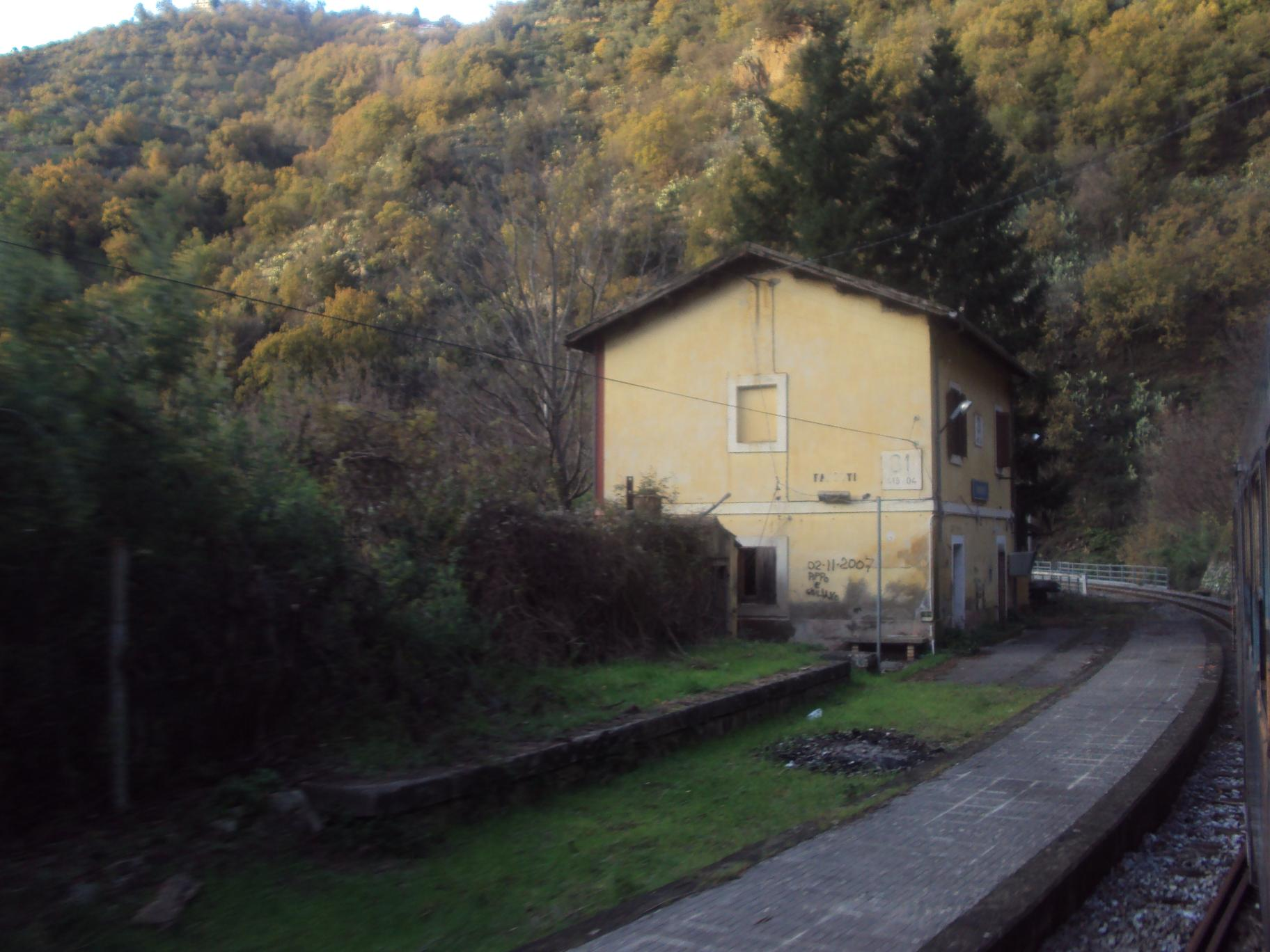
La sperduta stazione di Parenti, immersa nei boschi
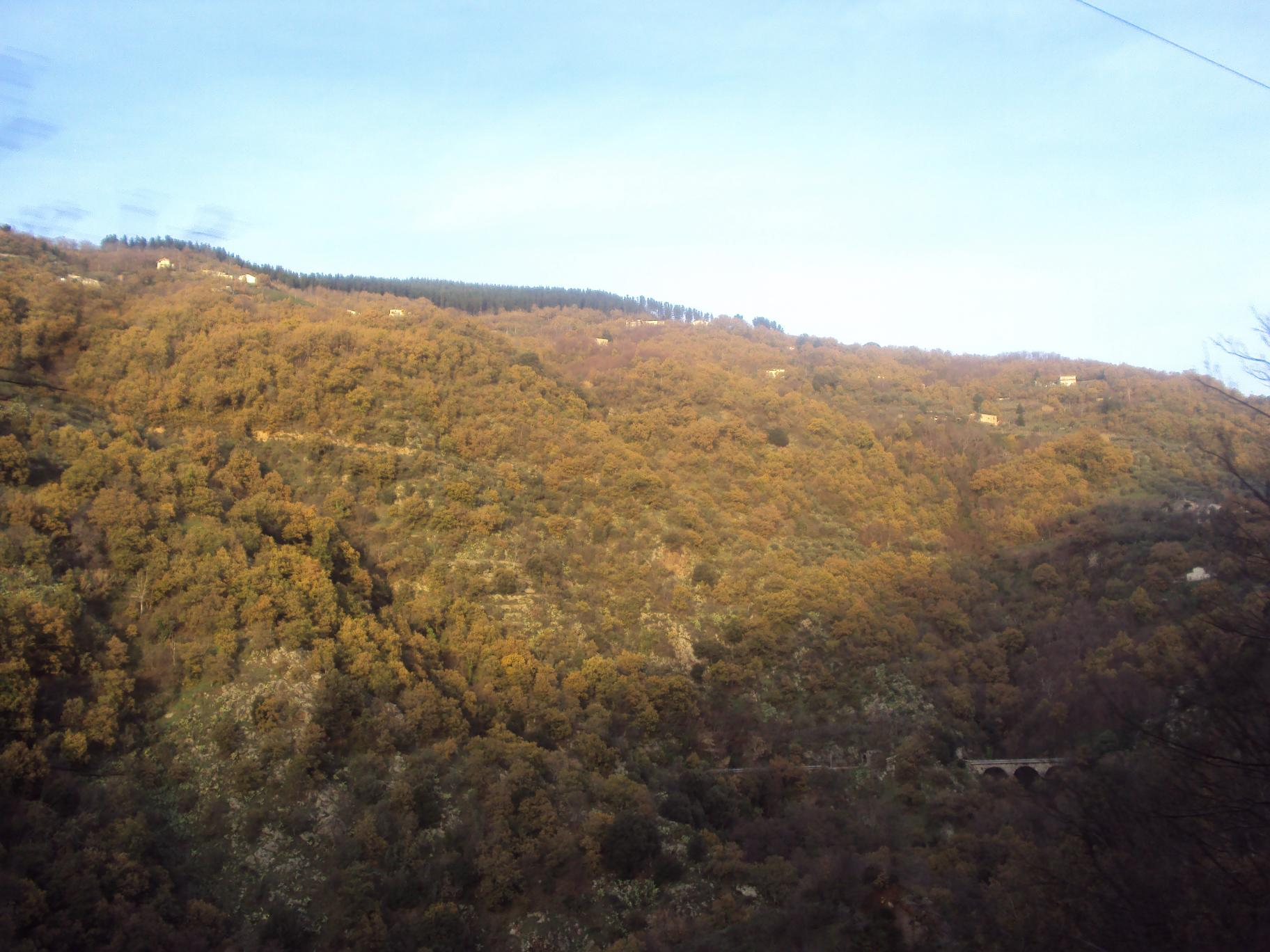
Tratto tra Parenti e Carpanzano. La linea percorre la vallata ritornando indietro quasi in parallelo sull'altro fianco della valle.
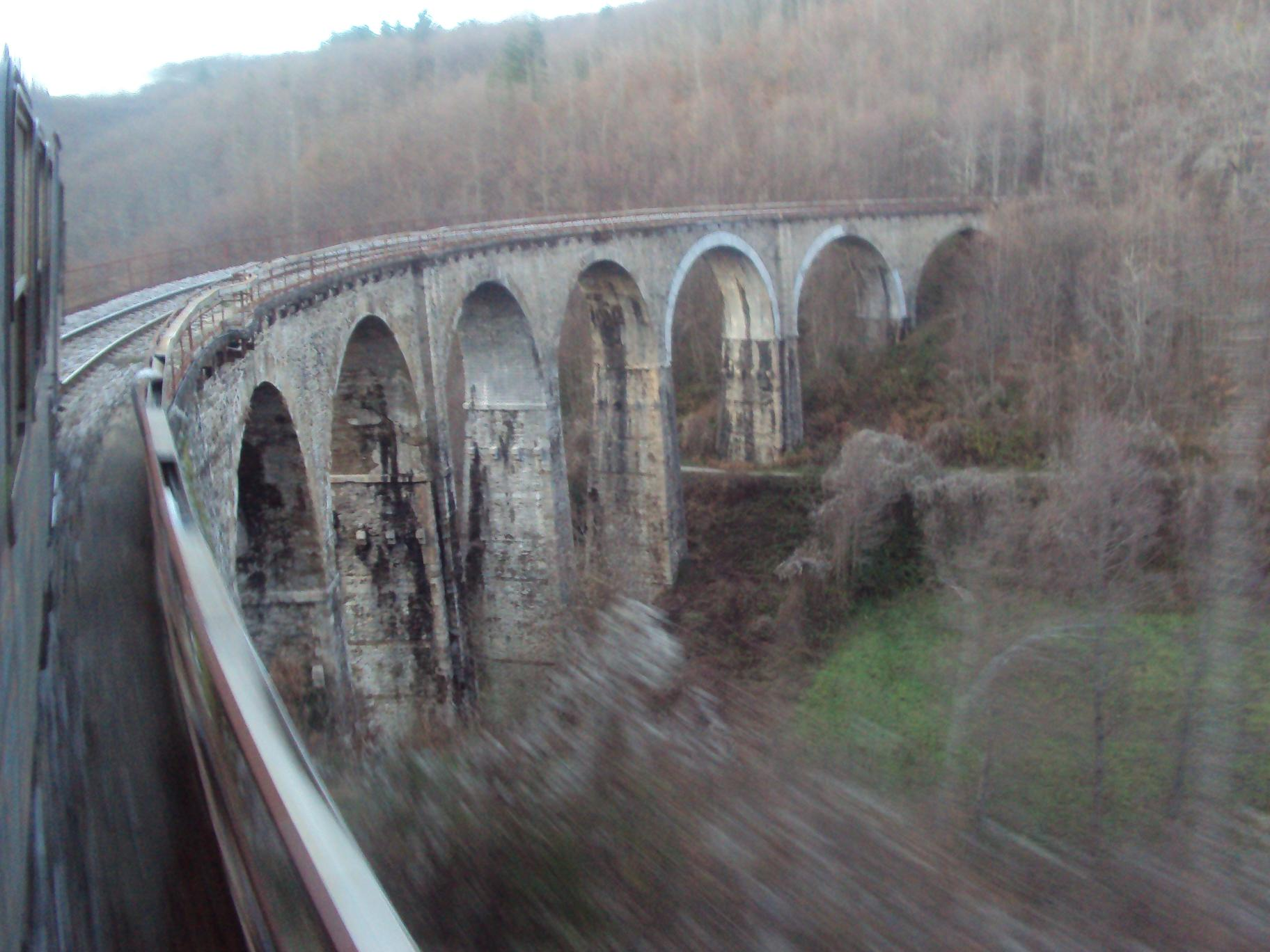
Viadotto di Vaccarizzo
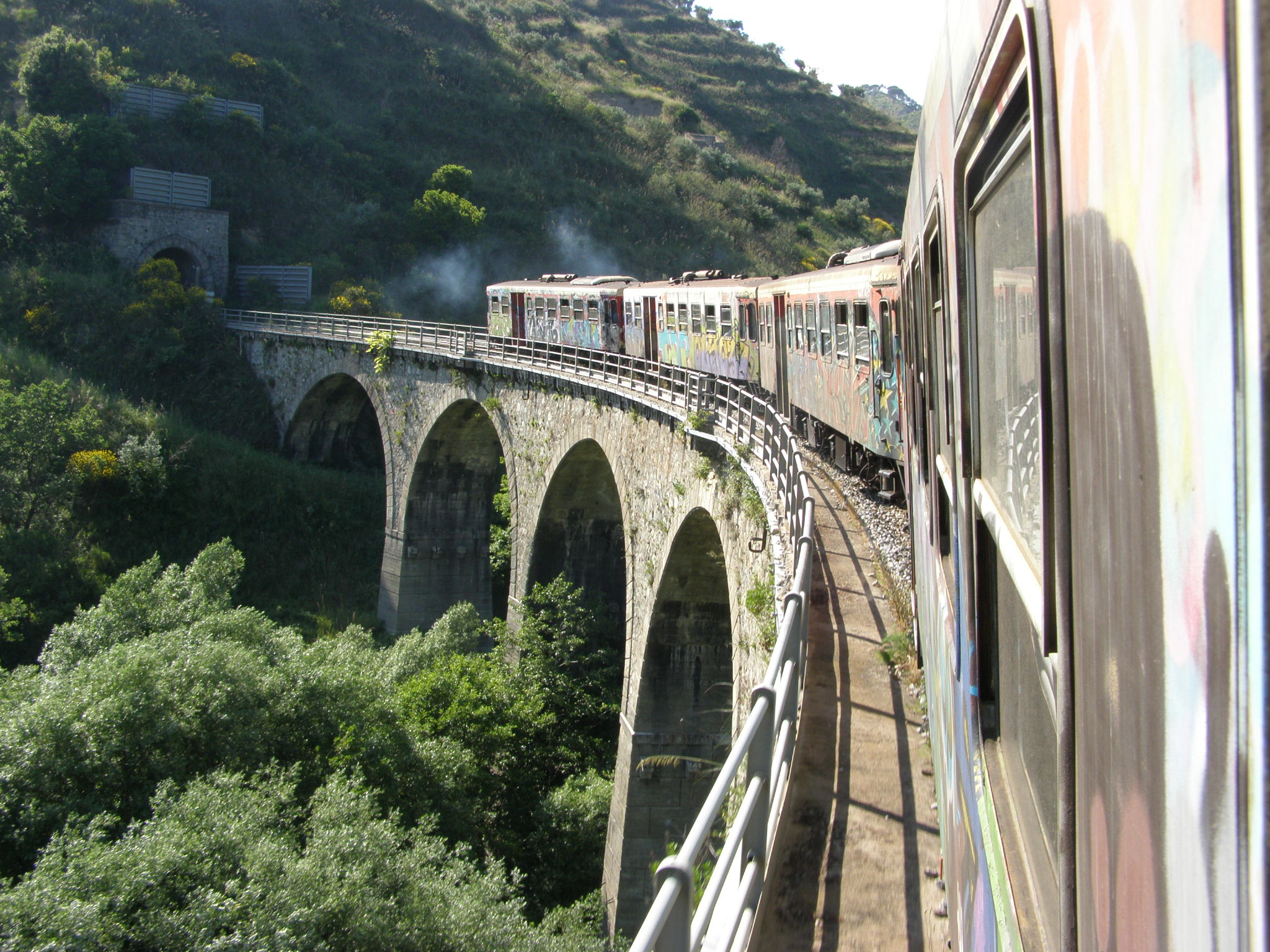
Ponte della Fiumarella
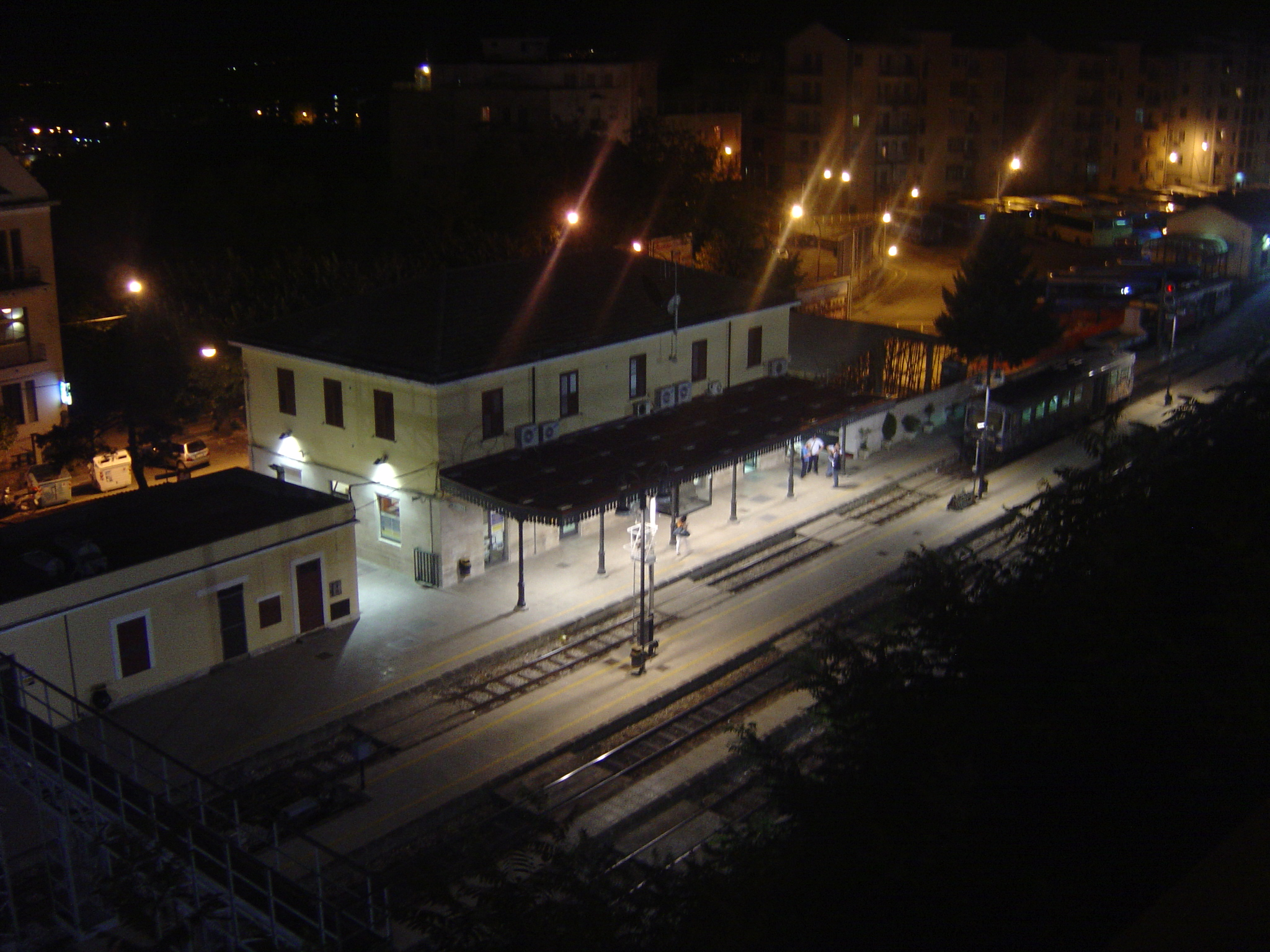
Stazione di Catanzaro Città
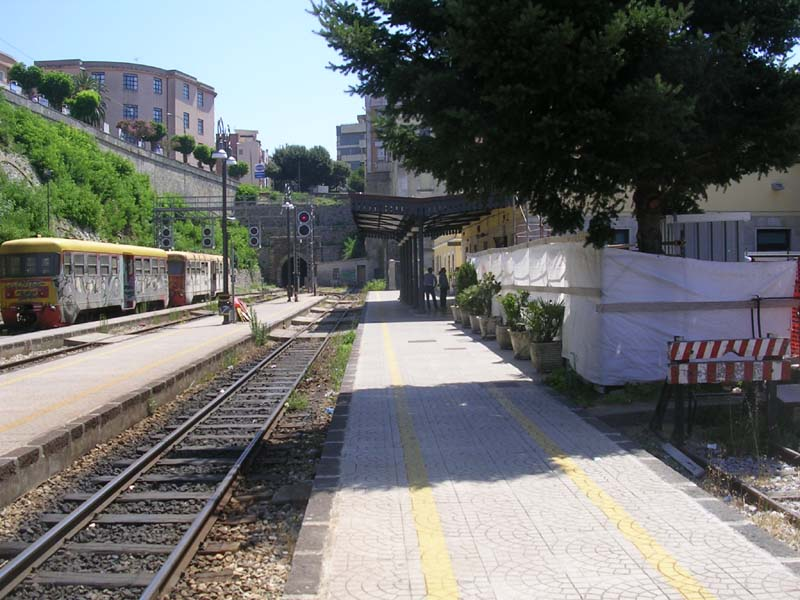
Altra vista di Catanzaro Città
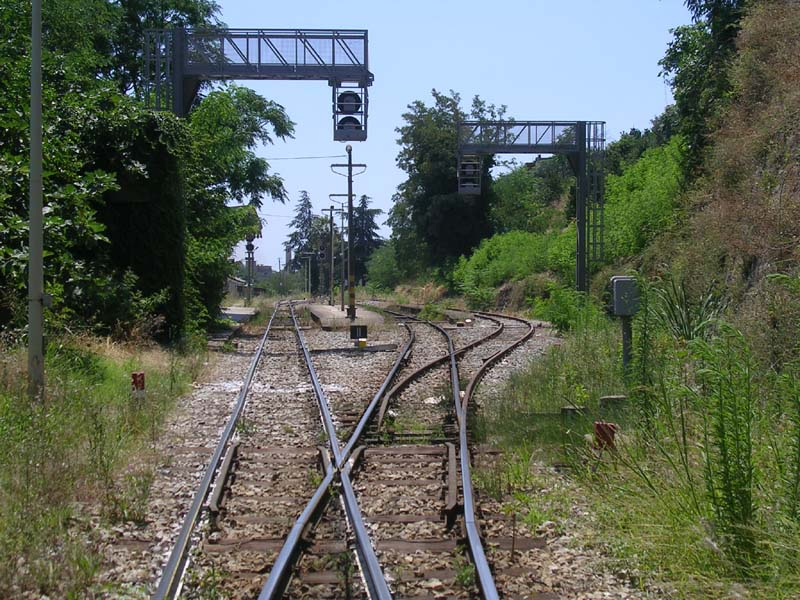
Piano binari della stazione di Catanzaro Sala
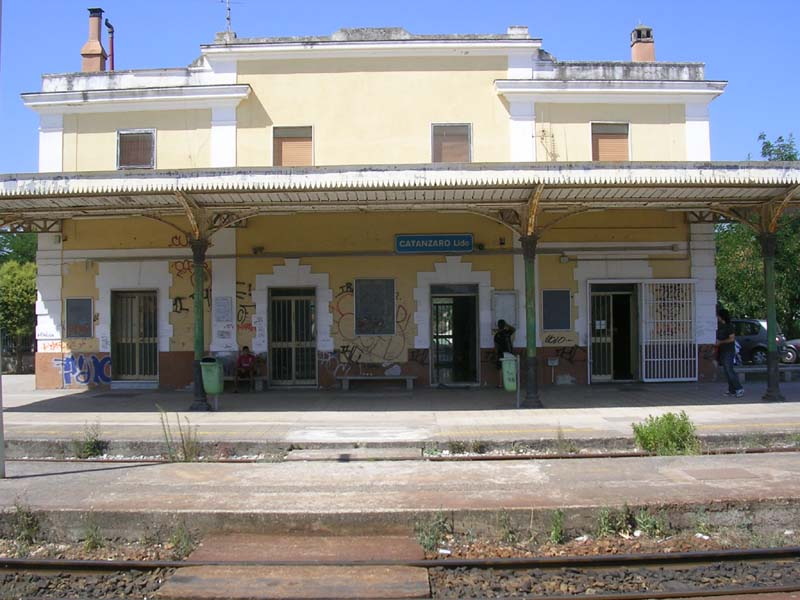
Stazione di Catanzaro Lido